# الجديدة (قبلي)
الجديدة هي إحدى قرى ولاية قبلي بالجنوب التونسي وتبعد عن مركز الولاية ب4 كلم شمالا. وهي محاذية لقرية المنصورة.

## تاريخ
يبدو أن قرية الجديدة ظهرت في القرن التاسع عشر ويعود الفضل في ذلك إلى البعض من أعيان قرية تلمين من آل البكري وآل الحبيب. وقد حملت في البداية تسمية تلمين الجديدة، وكانت في كل الإحصائيات التي تهم دافعي الضرائب أو ملكيات النخيل تظهر ضمن إحصائيات قرية تلمين.

## إداريا
تتبع الجديدة معتمدية قبلي الشمالية وهي مقر لعمادة.